# Verbier

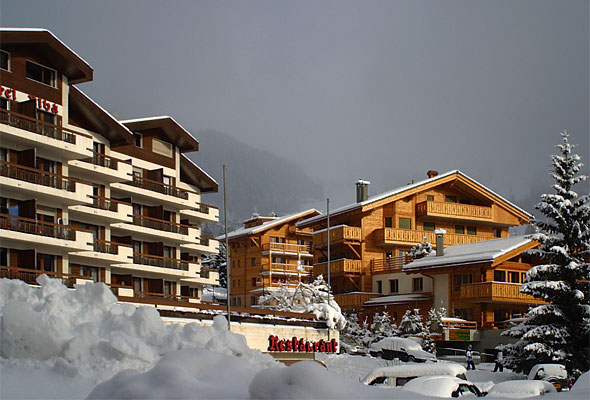
Verbier nevat

Verbier és un poble suís, situat al municipi de Bagnes, al cantó de Valais. Forma part del domini esquiable de 4 Vallées.

## Anomenada de l'estació
Verbier és conegut gràcies al festival de música clàssica que té lloc cada estiu gràcies a l'Xtrême de Verbier, competició de freeride que es fa als pendents del Bec-des-Rosses. L'estació també és coneguda en el món de la btt com a punt de sortida de la cursa Verbier-Grimentz anomenada Gran Raid Cristalp, però també amb el saló anual de 4x4. I finalment també és lloc de pas de l'Haute route que uneix Chamonix a Zermatt.
En el ciclisme en carretera ha acollit diverses etapes del Tour de Suïssa i el 2009 del Tour de França.
Diversos famosos tenen casa a l'estació d'esquí.